# Ceratina nigritula
Ceratina nigritula là một loài Hymenoptera trong họ Apidae. Loài này được Michener mô tả khoa học năm 1954.